# Antiblemma trogocycla
Antiblemma trogocycla är en fjärilsart som beskrevs av George Francis Hampson 1926. Antiblemma trogocycla ingår i släktet Antiblemma och familjen nattflyn. Inga underarter finns listade i Catalogue of Life.